# هادی بیگی‌نژاد
هادی بیگی‌نژاد سیاستمدار ایرانی ودانشیار دانشگاه ملایر است.  در یازدهمین انتخابات مجلس شورای اسلامی توانست از حوزه انتخابیه ملایر از استان همدان انتخاب گردد و به مجلس شورای اسلامی راه یابد.